# Parascyllium sparsimaculatum
Parascyllium sparsimaculatum es una especie de elasmobranquio orectolobiforme de la familia Parascylliidae.